# Первая сила
«Первая сила» (англ. The First Power) — американский мистический криминальный триллер, снятый в стиле неонуар. Премьерный показ состоялся 6 апреля 1990 года в США. Во многих странах вышел в прокат под названием «Пентаграмма». Лента полностью была снята в Лос-Анджелесе.

## Сюжет
Сестра Маргарита сообщает своим духовным наставникам, что в Лос-Анджелесе происходят массовые ритуальные убийства, уверяет, что это действует Антихрист и призывает остановить его. Однако святые отцы не слушают монашку и требуют от неё «думать о Боге, а не о Дьяволе».
Детектив Расселл Логан в растерянности: в Лос-Анджелесе происходит уже пятнадцатое убийство с характерным почерком — ещё живой жертве маньяк вырезает на груди ножом пентаграмму, а он не приблизился к решению загадки ни на шаг. Внезапно звонит телефон и неизвестная женщина сообщает Логану, где произойдёт следующее убийство. В качестве услуги за информацию она лишь просит не убивать преступника.

На третью ночь засады маньяк нападает на женщину-полицейскую Кармен, несущую дежурство в указанном месте. Маньяк подготавливает её к ритуалу, но в последнюю минуту Кармен спасает Логан с напарником Оливером. Логан вступает в схватку с бандитом и задерживает его. Преступником оказывается некий Патрик Ченнинг, работающий в службе технического обеспечения местного водохранилища.

Суд приговаривает Ченнинга к смертной казни, полицейские радостно отмечают это событие, но снова раздаётся телефонный звонок: та же женщина упрекает Логана, что тот нарушил свою клятву — Ченнинга нельзя убивать.

После этого у Логана начинаются кошмарные видения: Ченнинг не умирает в газовой камере, а вырывается оттуда и нападает на него; квартира детектива изрисована кровавыми пентаграммами и прочее. К тому же выясняется, что Кармен, недавно чудом уцелевшая, всё-таки убита, а на её груди вырезана уже знакомая пентаграмма.
Тем временем кошмарные видения начинаются и у девушки, звонившей Логану — экстрасенса-медиума Тесс Ситон. Она встречается с Логаном, признаётся, что это она ему звонила, обвиняет в нарушении обещания не убивать Ченнинга. «Вы убили его тело, но не убили душу. Он вернулся и стал сильнее», — заявляет она скептически настроенному детективу.

Логан решает негласно навестить дом Тесс, где обнаруживает на автоответчике сообщение для него: мужской голос назначает ему встречу. Логан, Оливер и вернувшаяся домой Тесс отправляются в назначенное место. Там несущаяся повозка сбивает Оливера, а лошадь копытами забивает полицейского до смерти. Логан и Тесс бросаются в погоню, но Ченнинг (Логан узнал его) в итоге прыгает с высокой крыши на асфальт и, не пострадав, убегает.
Логана отстраняют от расследования, перепоручая это делу лейтенанту Граймсу. В поисках гармонии он идёт на исповедь, но исповедником оказывается тот же Ченнинг. Логан снова преследует ожившего преступника; в гостинице, куда они забежали, жизнь детектива спасает Тесс, которую незадолго до этого посетило предупреждающее видение. Ченнинг срывает потолочный вентилятор, который не прекращает работать, и нападает с ним на пару, которой приходится бежать, причём Ченнинг снова проявляет чудеса неуязвимости.
Тесс ведёт Логана к сестре Маргарите, которая знает ответы на интересующие их вопросы, но та не хочет говорить о «Первой силе». После этого пара едет в дом казнённого преступника, где представляются репортёрами и беседуют с его бабушкой. Экстрасенс понимает, что бабушка знала обо всех убийствах и покрывала внука. Под влиянием следующего видения Тесс бросается к близлежащему водохранилищу, проникает в подземное техническое помещение и сообщает Логану: «Здесь его логово. Он будет убивать снова».
Сестра Маргарита берёт в свою келью «Спрятанное распятие».
Логану, едущему на служебном автомобиле с Тесс, поступает вызов по рации, и он отправляется на подмогу на заброшенный завод. Это оказывается ловушкой Ченнинга, который едва не убивает Тесс, но Логану удаётся убить его самого. Труп превращается в тело лейтенанта Граймса.
Логан приглашает Тесс к себе домой, где они обсуждают план дальнейших действий. К Логану врывается бездомная, спавшая несколько минут назад у его дома. Понятно, что на этот раз Ченнинг переселился в неё. Пара снова убегает от маньяка, но тот оказывается в машине, на которой они едут, в результате чего происходит крупная авария. Логан получает небольшие ранения, а вот бездомная и Тесс исчезают. Логан снова отправляется к сестре Маргарите, требуя помощи и объяснений. Та рассказывает полицейскому, что «Первая сила» — это воскрешение, бессмертие, поэтому Ченнинга практически невозможно уничтожить. Она берёт «Спрятанное распятие», которое оказывается кинжалом, и они вдвоём бегут в логово маньяка под водохранилищем. Там они находят Тесс, подготовленную к жертвоприношению, а бездомная вновь нападает на Логана, но тому удаётся убить её. Тесс освобождена, трое ползут к выходу, но Ченнинг переселяется в сестру Маргариту. Она готова убить Логана, но тот выводит маньяка из душевного равновесия, используя личную информацию, «считанную» Тесс в комнате Ченнинга во время визита к бабушке. Логан призывает Маргариту не терять контроля над своим телом и, действительно, она пытается вонзить в себя «Спрятанное распятие», чтобы покончить с Антихристом, но тот в последнюю секунду «превращается в себя» и отшвыривает святой кинжал. Ченнинг начинает избивать Логана, но Тесс открывает вентиль и ворвавшаяся вода уносит всех троих по трубе вниз. Они попадают в помещение, где внизу находится большой чан с кипящей жидкостью, о которой Ченнинг сообщает, что это «кислотная ванна». «Спрятанное распятие», которым хочет воспользоваться Тесс падает вниз рядом с чаном. Ченнинг и Логан снова вступают в схватку, и детектив сбрасывает маньяка в кипящую жидкость, а затем, бросив туда зажжённую зажигалку, добивается взрыва ёмкости. Логан и Тесс спускаются вниз за «Спрятанным распятием», и там на них из чана выпрыгивает горящий, но живой, Ченнинг. Логан подбирает упавшее Распятие и окончательно убивает маньяка. При этом он сам получает несколько пуль от прибывших полицейских, так как, пытаясь избежать смерти, Ченнинг вновь принял образ монашки Маргариты.
Расселл Логан жив, но находится в больнице без сознания. У его кровати дежурит Тесс, которой приходит видение, что полицейский пришёл в себя и нападает на неё. Голос Ченнинга произносит: «Мы ещё встретимся».

## В ролях
- Лу Даймонд Филлипс — детектив Расселл Логан
- Трейси Гриффит[англ.] — Тесс Ситон, экстрасенс-медиум
- Джефф Кобер — Патрик Ченнинг, маньяк-убийца
- Майкелти Уильямсон — детектив Оливер Франклин
- Деннис Липскомб[англ.] — инспектор Перкинс
- Кармен Аргензиано — лейтенант Граймс
- Клейтон Ланди[англ.] — Мацца
- Дэн Таллис[англ.] — полицейский, производящий арест
- Хансфорд Роуи[англ.] — отец Брайан
- Гранд Буш[англ.] — работник тех. службы водохранилища
- Дэвид Гейл — монсеньор
- Филип Эбботт — кардинал
- Джулианна Маккарти — бабушка Патрика Ченнинга
- Скотт Лоренс[англ.] — бандит
- Билл Моусли — бармен

## Критика
Фильм получил в основном отрицательные отзывы критиков, хотя его сборы превысили бюджет более чем в 2,2 раза. Критик The Washington Post Дессон Хоуи назвал «Первую силу» фильмом «банальным и подражательным». Критик New York Times Винсент Кэнби сказал, что «Филлипс не кажется подходящим для этой роли, хотя, конечно, неплох» и «несмотря на быстрый ритм и впечатляющие спецэффекты, в целом всё это действительно глупо».

По состоянию на март 2017 года фильм имеет рейтинг 30 % на сайте AllMovie, 32 % на сайте AlloCiné, 57 % на сайте IMDb и 25 % на сайте Rotten Tomatoes.